# Nome aos Bois
Nome aos Bois é uma canção da banda de rock Titãs, lançada em 1987 no disco Jesus Não Tem Dentes no País dos Banguelas. É uma referência à expressão "dar nome aos bois", e foi composta por Arnaldo Antunes, Marcelo Fromer, Tony Bellotto e Nando Reis, sendo interpretada por este último.

## Análise
A letra é uma lista com o nome de 34 homens, sendo 16 do Brasil e 18 de outros dez países: Estados Unidos (7),  Alemanha Nazista (2), Haiti (2), Uganda, Reino da Espanha, Reino da Itália, Coréia do Sul, Chile, Irã e União Soviética. Vinte (onze brasileiros) eram vivos em 1987.
A maioria são ex-chefes de Estado ou Governo marcados historicamente pelos males que causaram à humanidade durante o século XX. Listou-se também militares e funcionários de regimes autoritários; civis homicidas; nomes relacionados ao sensacionalismo midiático; líderes religiosos; e indivíduos ligados, de modo geral, ao conservadorismo social ou econômico.
Em 2021, Nando Reis publicou um vídeo em que canta a música e afirma acreditar que a letra fosse de certa forma tendenciosa, por mencionar muito mais pessoas de direita que de esquerda. Ele também explica que o nome de Ronaldo Bôscoli está presente por conta de um artigo, em que este rechaçava o show que o grupo ia fazer no Canecão, considerando injusto tê-lo incluído e que Bôscoli não era comparável "com esses facínoras".
Em 2023, os Titãs incluíram o nome de Jair Bolsonaro na letra de "Nome Aos Bois" durante os shows da turnê "Encontro", que juntou todos os integrantes ainda vivos da formação clássica.  O nome do ex-presidente foi incluído entre os nomes de Nelson Rockefeller e Dulcídio Wanderley Boschilia, no lugar de Afanásio Jazadji. Em 2021, Nando Reis já havia divulgado em seu canal pessoal do YouTube uma versão voz e violão com uma indicação para essa alteração na letra .
Em 1989, a banda lançou O Pulso, interpretada como versão patológica de Nome aos Bois, intercalando doenças com condições doentias.

## Personalidades citadas
As personalidades aparecem com o nome e pela ordem na qual são citadas na música.
| #  | Nome                         | País                 | Época em que viveu | Detalhes |
| -- | ---------------------------- | -------------------- | ------------------ | --- |
| 01 | Garrastazu                   | Brasil               | 1905 — 1985        | Emílio Garrastazu Médici. Ditador. General-de-exército e 28º Presidente do Brasil, governou o país entre 1969 e 1974, no auge da repressão política durante a Ditadura Militar. |
| 02 | Stalin                       | União Soviética      | 1878 — 1953        | Josef Stalin. Ditador. Líder da União Soviética entre 1922 e 1953 e 1º Secretário-geral do Comitê do Partido Comunista, foi o responsável pelo Holodomor, também conhecido como "Holocausto Ucraniano", entre 1932 e 1933 e fez o Grande Expurgo, no qual eliminou milhares de reais e potenciais inimigos políticos, entre 1932 e 1939. |
| 03 | Erasmo Dias                  | Brasil               | 1924 — 2010        | Antônio Erasmo Dias. Militar. Coronel reformado do Exército que liderou uma invasão à PUC de São Paulo, em 22 de setembro de 1977, onde uma reunião de estudantes pretendia refundar a UNE, que terminou com dezenas de feridos e centenas de estudantes detidos. Posteriormente tornou-se secretário de segurança pública de São Paulo e deputado federal por esse estado.                                                                                                |
| 04 | Franco                       | Espanha Nacionalista | 1892 — 1975        | Francisco Franco. Ditador. Intitulado generalíssimo e caudilho, governou de 1936 a 1975, instituiu o Estado Espanhol, baseado num regime totalitário intitulado franquismo, cujos valores eram católicos, autoritários e corporativistas. Fez repressão intensa aos grupos derrotados na Guerra Civil Espanhola e às minorias linguísticas dentro do país. |
| 05 | Lindomar Castilho            | Brasil               | 1940 —             | Lindomar Castilho. Cantor e instrumentista popular, conhecido pelas canções Você é Doida Demais e Eu Amo a Sua Mãe. Agressivo e ciumento, em 30 de março de 1981 assassinou Eliane de Grammont, sua segunda esposa e de quem estava separado desde o ano anterior. Foi condenado e cumpriu alguns anos de prisão nos regimes fechado e semiaberto. |
| 06 | Nixon                        | Estados Unidos       | 1913 — 1994        | Richard Milhous Nixon. Político republicano, foi o 37º Presidente dos Estados Unidos e governou o país de 1968 a 1974. Penúltimo presidente americano durante a Guerra do Vietnã, Nixon implementou uma estratégia de substituir as tropas norte-americanas por tropas sul-vietnamitas, o que ficou conhecido como "vietnamização". Renunciou após ser flagrado em um escândalo de espionagem contra o Partido Democrata, intitulado Caso Watergate.                       |
| 07 | Delfim                       | Brasil               | 1928 — 2024        | Antônio Delfim Netto. Político e economista. Foi Ministro da Fazenda de 1967 a 1974, com status e apelido de "superministro", conhecido por ter arquitetado as condições para um grande crescimento econômico do país durante o auge do Regime Militar, o milagre econômico, vivido entre 1968 e 1973. Assinou, junto com outros, o AI-5. |
| 08 | Ronaldo Bôscoli              | Brasil               | 1928 — 1994        | Ronaldo Bôscoli. Produtor musical e compositor, era polêmico e envolveu-se em muitas controvérsias, namorou as cantoras Nara Leão, Maysa Matarazzo e Elis Regina. Com a última, se casou e teve um filho, o também produtor João Marcelo Bôscoli. Segundo Nando Reis, foi citado em resposta a um artigo de autoria de Bôscoli no final dos anos 80, criticando os Titãs, que iam se apresentar na lendária casa de shows Canecão, no Rio de Janeiro.                      |
| 09 | Baby Doc                     | Haiti                | 1951 — 2014        | Jean-Claude Duvalier. Ditador. 33º Presidente do Haiti, Baby Doc era filho de Papa Doc, governou o país entre 1971 e 1986. Com a forte crise econômica e o terrorismo político originado no governo de seu pai, foi obrigado a fugir para a França, onde se exilou em 1986, tendo retornado ao Haiti em 2011. |
| 10 | Papa Doc                     | Haiti                | 1907 — 1971        | François Duvalier. Ditador. 32º Presidente do Haiti, François Duvalier era pai de Baby Doc e governou o país entre 1957 e 1971, quando foi sucedido pelo filho. Seu governo foi conhecido pela brutalidade, valendo-se dos tontons macoutes (bichos papões, em língua portuguesa), unidades paramilitares sob o comando direto de Papa Doc - e depois de seu filho - e pelo desrespeito aos direitos humanos, com dezenas de milhares de mortos e desaparecidos.           |
| 11 | Mengele                      | Alemanha Nazista     | 1911 — 1979        | Josef Mengele. Médico. Atuou no campo de concentração de Auschwitz-Birkenau durante o regime nazista. Em função da crueldade e desumanidade de seus experimentos, ficou conhecido como o Anjo da Morte. Fugiu para a América do Sul após a guerra, vivendo sob nomes falsos primeiramente na Argentina, depois no Paraguai e por fim no Brasil, onde faleceu. |
| 12 | Doca Street                  | Brasil               | 1935 — 2020        | Raul Fernandes do Amaral Street. Corretor de ações, conhecido por assassinar em 1976 a socialite Ângela Diniz, com a qual se envolvera amorosamente. Foi julgado duas vezes: o primeiro julgamento (em 1979), no qual a defesa se baseou na tese da legítima defesa da honra, foi refeito em 1981. Cumpriu cinco anos de prisão até obter liberdade condicional em 1987.                                                                                                   |
| 13 | Rockefeller                  | Estados Unidos       | 1908 — 1979        | Nelson Rockfeller. Político republicano e empresário. Foi Vice-presidente dos Estados Unidos durante o governo de Gerald Ford (1974-1977) e governador do estado de Nova Iorque de 1959 a 1973. Em 1971, Rockefeller ordenou a invasão do presídio durante a Rebelião de Attica, o que causou a morte de 39 pessoas, 10 delas reféns. |
| 14 | Afanásio (Bolsonaro)         | Brasil               | 1950 — (1955 —)    | Afanásio Jazadji. Radialista e advogado, deputado estadual por São Paulo entre 1987 e 2007, defende ferrenhamente a pena de morte no Brasil. Jair Messias Bolsonaro. Vereador e Deputado pelo Rio de Janeiro e ex-presidente do Brasil entre 2019 e 2022, defensor das práticas de tortura e assassinatos cometidos pela ditadura militar brasileira. A versão modificada da letra se repetiu durante todos os shows da turnê internacional "Encontro", realizada em 2023. |
| 15 | Dulcídio Wanderley Boschilia | Brasil               | 1938 — 1998        | Dulcídio Wanderley Boschilla. Árbitro de futebol nas décadas de 1970 e de 1980, conhecido pelo estilo truculento, cunhou a frase "eu quebro e arrebento". Além disso, foi policial militar e serviu à ditadura trabalhando no DOI-CODI, apesar de ter sempre afirmado que jamais participou de torturas. |
| 16 | Pinochet                     | Chile                | 1915 — 2006        | Augusto Pinochet. Ditador. 46º Presidente do Chile entre 1973 e 1990. Seu governo, iniciado com o golpe de 11 de setembro de 1973, assim como outros regimes militares, também ficou conhecido pelo desrespeito aos direitos humanos e pela perseguição feroz aos opositores. |
| 17 | Gil Gomes                    | Brasil               | 1940 — 2018        | Cândido Gil Gomes. Radialista e repórter policial, famoso por sua empostação de voz, seus gestos, sua postura sensacionalista na cobertura de crimes e sua participação no extinto jornalístico Aqui Agora, do SBT. Gil foi citado na música por sua atuação anterior no rádio, pois a canção é de 1987 e o jornalístico televisivo estrearia apenas em 1991. |
| 18 | Reverendo Moon               | Coreia do Sul        | 1920 — 2012        | Sun Myung Moon. Líder religioso. Fundou a Igreja da Unificação em 1954. Autointitulava-se Salvador da Humanidade, Messias, Verdadeiro Pai, entre outros. Em 1981 foi acusado de fazer lavagem cerebral em seguidores no Brasil, país no qual possuía grandes propriedades rurais. Era bilionário e possuía empresas em vários segmentos econômicos. |
| 19 | Jim Jones                    | Estados Unidos       | 1931 — 1978        | James Warren Jones. Líder religioso. Pastor evangélico, fundador da igreja Templo do Povo, que tornou-se sinônimo de grupo suicida após o suicídio em massa ocorrido no dia 18 de novembro de 1978, em sua isolada coletividade comunitária agrícola chamada Jonestown, localizada na Guiana. Jones foi encontrado morto com um ferimento de bala na cabeça junto a outros 909 corpos, a maioria de pessoas envenenadas com cianeto.                                       |
| 20 | General Custer               | Estados Unidos       | 1839 — 1876        | George Armstrong Custer. Militar. Tornou-se conhecido pela dureza e crueldade das batalhas que chefiava na Guerra de Secessão norte-americana e contra os índios das tribos cheyenne e sioux. Encontrou a morte na Batalha de Little Bighorn, durante as Guerras Indígenas. |
| 21 | Flávio Cavalcanti            | Brasil               | 1923 — 1986        | Flávio Cavalcanti. Comunicador, apresentador, jornalista e compositor. Conservador, dono de uma postura agressiva e por achincalhar artistas em seu programa, com direito a destruir no ar os discos dos mesmos. Polêmico, foi árduo defensor da ditadura militar, mas chegou a ter problemas com a Censura por defender Leila Diniz após ela ter dado uma entrevista para o jornal esquerdista O Pasquim.                                                                 |
| 22 | Adolf Hitler                 | Alemanha Nazista     | 1889 — 1945        | Adolf Hitler. Ditador e genocida. Foi chanceler da Alemanha de 1933 a 1945. Líder do nazismo, foi um dos responsáveis pela Segunda Guerra Mundial e pelo Holocausto. Autointitulava-se Der Führer (o Chefe, em alemão). Em maior entonação, o nome "Adolf" era cantado em coro. |
| 23 | Borba Gato                   | Brasil               | 1649 — 1718        | Manuel de Borba Gato. Bandeirante paulista. Motivou a Guerra dos Emboabas ao se desentender com Manuel Nunes Viana, líder dos forasteiros (emboabas). É uma figura controversa em meio à discussão sobre o que representou o bandeirantismo para o Brasil. |
| 24 | Newton Cruz                  | Brasil               | 1924 — 2022        | Newton Cruz. Militar. General-de-divisão do Exército, foi chefe do Serviço Nacional de Informações (SNI) durante o Regime Militar. Ameaçou pessoalmente jornalistas e manifestantes no dia da votação da emenda constitucional que garantiria as eleições diretas. Foi acusado de ter matado o jornalista Alexandre von Baumgarten e de ter participado da tentativa de atentado do Riocentro.                                                                             |
| 25 | Sergio Dourado               | Brasil               | 1930 — 2018        | Sergio Dourado Lopes. Corretor de imóveis e dono de construtora - a Sergio Dourado Empreendimentos Imobiliários - que fez sucesso na década de 1970, virou símbolo da especulação imobiliária ao dominar o mercado imobiliário do Rio de Janeiro. Teve sua derrocada em meados da década de 1980. |
| 26 | Idi Amin                     | Uganda               | 1925 — 2003        | Idi Amin Dada. Ditador. 3º Presidente de Uganda, governou o país entre 1971 e 1979. Sua permanência no poder foi caracterizada pelo terror, que lhe valeu a alcunha de "o carniceiro da África" (ou "de Uganda"), entre acusações de genocídio e canibalismo. Deposto, passou o restante da vida na Arábia Saudita. |
| 27 | Plínio Corrêa de Oliveira    | Brasil               | 1908 — 1995        | Plínio Corrêa de Oliveira. Político e escritor paulista, ultramontano, fundador da Tradição, Família e Propriedade (TFP), a mais famosa organização católico-tradicionalista do Brasil. |
| 28 | Plínio Salgado               | Brasil               | 1895 — 1975        | Plínio Salgado. Político, escritor e jornalista. Líder da Ação Integralista Brasileira, partido político de inspiração fascista, durante o governo de Getúlio Vargas. Exilou-se entre 1938 e 1945, com o fracasso de uma revolta integralista contra o Estado Novo de Getúlio. |
| 29 | Mussolini                    | Itália               | 1883 — 1945        | Benito Mussolini. Ditador. 40º Primeiro-ministro da Itália, governou o país de 1922 a 1943. Entre 1943 e 1945, foi chefe de Estado da República Social Italiana, um estado-fantoche da Alemanha Nazista. Idealizador do fascismo. Autointitulava-se Il Duce (o Chefe, em italiano). Foi executado no fim da Segunda Guerra Mundial |
| 30 | Truman                       | Estados Unidos       | 1884 — 1972        | Harry S. Truman. Político democrata, foi o 33º Presidente dos Estados Unidos e governou o país de 1945 (assumiu após a morte de Franklin Roosevelt) em 1953. Foi responsável pela decisão de usar armas atômicas contra o Japão. Ficou conhecido pela doutrina Truman e pelo Plano Marshall. |
| 31 | Khomeini                     | Irã                  | 1900 — 1989        | Ruhollah Khomeini. Líder religioso (aiatolá) do Irã, que chegou ao poder com a Revolução Iraniana de 1979, que depôs Mohammad Reza Pahlevi, na altura o Xá (imperador) do Irã, tornando-se o 1º Líder supremo do país até a morte. |
| 32 | Reagan                       | Estados Unidos       | 1911 — 2004        | Ronald Reagan. Político republicano, foi o 40º Presidente dos Estados Unidos e governou o país de 1981 a 1989. Foi um dos expoentes do neoliberalismo, iniciado por ele e continuado por George H. W. Bush ("Bush pai"). |
| 33 | Chapman                      | Estados Unidos       | 1955 —             | Mark David Chapman. Criminoso que assassinou o ex-Beatle John Lennon na cidade de Nova Iorque, na noite de 8 de dezembro de 1980. Foi condenado à pena mínima de 20 anos e à máxima de prisão perpétua em 1981. Desde o ano 2000 busca a cada dois anos a possibilidade de obter liberdade condicional. |
| 34 | Fleury                       | Brasil               | 1933 — 1979        | Sérgio Paranhos Fleury. Policial, atuou como delegado do Departamento de Ordem Política e Social (DOPS), ficando conhecido pela violência com a qual combatia os adversários do Regime Militar, submetendo-os à tortura. Comandou o Esquadrão da Morte. |